# モーリス・ラマーシュ
モーリス・ラマーシュ（Maurice LaMarche、1958年3月30日 - ）は、カナダの男性声優、コメディアン。Moe Faux Productionsオーナー。オンタリオ州トロント出身。1980年にロサンゼルスに移住。妻は女優のロビン・エイゼンマン。エージェントはDPNタレント（2007年 - ）。過去のエージェントはウィリアム・モリス・エージェンシー（1984年 - 1999年）、インターナショナル・クリエイティヴ・マネージメント（1999年 - 2006年）。
代表作は『アニマニアックス/ピンキー&ブレイン』（ブレイン役）、『ガジェット警部』（クインビー署長役）、『ザ・クリティック』（ジェレミー・ホーク役）、『フューチュラマ』（キッフ・クロカーなど役）、また、オーソン・ウェルズの声帯模写で知られる。

## 受賞・ノミネート
- 1989年 - プライムタイム・エミー賞バラエティ番組及び音楽番組個人パフォーマンス賞候補『D.C. Follies』（パペットの声）[1]
- 1998年 - アニー賞テレビアニメ部門声優賞受賞：『ピンキー&ブレイン』（ブレイン役）[1]
- 1998年 - デイタイム・エミー賞アニメ演技賞候補：『ピンキー&ブレイン』（ブレイン役）[1]

## 出演作品

### テレビアニメ
- アタック・オブ・ザ・キラートマト・アニメイテッドシリーズ（ゾルタン、トマト）
- アニマニアックス （ブレイン、ワッコ・ワーナーのげっぷ、スクィット、ボブ・ホープ、他）
- ガジェット警部 （クインビー署長）
- キム・ポッシブル（ジェミニ）
- キャプテン・プラネット（デューク・ニューカム（2代目）、バーミナス・スカム（2代目））
- キング・オブ・ザ・ヒル（ラジオアナウンサー、他）
- KND ハチャメチャ大作戦（ファーザー）
  - KND ハチャメチャ大作戦 オペレーションZ.E.R.O.（ファーザー）
- クイア・ダック（オスカー・ワイルドキャット）
- ザ・クリティック（ジェレミー・ホーク、オーソン・ウェルズ、他）
- ザ・シンプソンズ（ウィリアム・シャトナー、オーソン・ウェルズ、警官、アナウンス、他）
- ザ・バットマン（ブルーサー）
- ザ・リプレイス 大人とりかえ作戦（フリームコ社員）
- サムライジャック（ボス、ギャング）
- 邪悪なコンカルネ （エストロイ）
- ジャッキー・チェン・アドベンチャー（イカズキ）
- ジョニー・ブラボー（ナレーター、アナウンサー1、下院議員、他）
- シルベスター&トゥイーティー ミステリー（ヨセミテ・サム）
- タイニー・トゥーンズ （ディジー・デビル、オーソン・ホェールズ （クジラ受肉））
- トランスフォーマー
  - 戦え!超ロボット生命体トランスフォーマー2010 （シックスガン）
  - トランスフォーマー レスキューボッツ（チーフ チャーリー・バーンズ）
- 超人ハルク（ドクター・ストレンジ）
- デクスターズラボ（ジョージ・ワシントン、他）
- ハウス・オブ・マウス （モーティマー・マウス、マーチ・ヘアー、バジル、ラティガン、スカットル）
- バットマン （マシュー）
- ピンキー＆ブレイン （ブレイン）
- ファミリー・ガイ（ラルフ）
- フューチュラマ（キッフ・クロカー、Lrrr、カルキューロン、モルボー、ウォルト、ハイパー・チキン、他）
- ポパイ&サン（ポパイ）
- リアル・ゴーストバスターズ（エゴン・スペングラー）
- 手裏剣スクール （ノウ先生、ナギナタ、クボ・ウタマロ）
- リトル・マーメイド（スカットル）

### 劇場アニメ
- 鉄コン筋クリート（藤村）
- トムとジェリー魔法の指輪 （スパイク、アリー・キャット）
- 平成狸合戦ぽんぽこ（語り手）
- アナと雪の女王（アレンデール国王）
- ズートピア（Mr.ビッグ）

### OVA
- クイア・ダック ザ・ムービー（オスカー・ワイルドキャット）
- ピーター・パン2 ネバーランドの秘密（ジョージ）
- 101匹わんちゃんII パッチのはじめての冒険（ホーレス）
- ワッコズ ウィッシュ（ブレイン）

### ゲーム
- クラッシュ・バンディクー シリーズ
  - Crash: Mind over Mutant （ドクター・ニトラス・ブリオ）
- ザ・シンプソンズ・ゲーム（ウィリアム）

### 実写映画
- スペース・ジャム （ペペ・ル・ピューの声）
- エド・ウッド（オーソン・ウェルズの声）
- チーム★アメリカ/ワールドポリス（アレック・ボールドウィンの声）

### ビデオ映画
- コミックブック・ザ・ムービー（本人役）

### テレビドラマ
- HEROES（サイラーの声）※第2話のみ

### その他
- アニマニアックス・ライブ!（本人出演）
- D.C. Follies（キャラクターボイス）